# Ehrenburg, Diepholz
Ehrenburg là một đô thị thuộc the huyện Diepholz, trong bang Niedersachsen, Đức. Đô thị này có diện tích 48,96 km².